# Zürs
Zürs (ou Zuers) est un village d'Autriche, dans la région du Voralberg, faisant partie de la commune de Lech. Il se situe à 1 716 mètres d'altitude et ne compte que quelques centaines d'habitants.

## Histoire
Jusqu'à la fin du XIXe siècle, la combe ingrate qu'occupe Zürs était désertée durant tout l'hiver. Les forts risques d'avalanche rendaient le passage accidenté du col de Flexen infranchissable. En été, la vallée, dont le sol pauvre et la pente ne permettaient guère la mise en culture, ne comportait que de simples pâturages.
Les caractéristiques hostiles du site se sont révélées être un atout déterminant pour le développement des sports d'hiver. Après la construction de la route du Flexen, achevée en 1900, la vallée connut un engouement soudain. Les premiers cours de ski furent organisés dès 1906 pour les gens du pays. À partir des années 1920, les pionniers du ski, venus de la région du lac de Constance, s'y donnaient rendez-vous. Le premier remonte-pente d'Autriche fut installé sur la commune de Zürs en 1937. Après la Seconde Guerre mondiale, le massif de l'Arlberg s'affirma rapidement l'une des plus belles régions de ski d'Europe. Dans un souci de préservation de l'environnement, Zürs choisit volontairement, comme le village voisin de Lech, de limiter son développement. Aussi la station se réduit-elle à un simple regroupement d'une vingtaine d'hôtels et de pensions, fondu dans l'immensité des champs de neige. Ses 1 500 lits sont généralement pris d'assaut par une clientèle d'habitués, séduits par le caractère sportif, animé et chic de la localité. Zürs a acquis une dimension internationale grâce au forfait de ski de l'Arlberg, qui donne accès aux pistes de Lech, Stuben et Saint-Anton. Après le ski, les vacanciers se retrouvent au centre sportif (tennis, squash), dans les restaurants puis, tard dans la nuit, dans la discothèque réputée de Zürsel.